# سيسيلي من مكلنبورغ-شفيرين
سيسيلي من مكلنبورغ-شفيرين (بالألمانية: Cecilie zu Mecklenburg-Schwerin)‏ (سيسيلي أوغستا ماري، 20 سبتمبر 1886 - 6 مايو 1954)؛ كانت أخر الأميرة ولي العهد الألماني بزواجها من فيلهلم أمير بروسيا.
هي أصغر أبناء فريدرخ فرانتس الثالث، دوق مكلنبورغ-شفيرين الأكبر والدوقة الكبرى أناستازيا ميخائيلوفنا من روسيا حفيدة الإمبراطور نيكولا الأول من روسيا؛ وأيضا هي شقيقة الصغرى لـ  ألكسندرين، ملكة الدنمارك وآيسلندا بزواجها من كريستيان العاشر.
بعد سقوط النظام الإمبراطوري في 1918، عاشت مع زوجها في المنفى هولندا لفترة قصيرة، ثم رجعا وعاشا في ألمانيا خلال عهد جمهورية فايمار والفترة النازية بحيث عاشا في قصر سيسيلينوف بـ بوتسدام ولكن مع تقدم قوات السوفياتية نحو برلين تركت القصر وإلتحقت بزوجها نحو الجنوب بحيث استقرت في باد كيسينغن حتى عام 1952، زوجها توفي في 1951 في هشينغن، وأيضا ابنه البكر الأمير فيلهلم توفي خلال مشاركته مع الجيش الألماني بمعركة فرنسا عام 1940، توفيت في 1954 ودفنت مع زوجها في قلعة هوهنتسولرن.

## روابط خارجية
- سيسيلي من مكلنبورغ-شفيرين على موقع IMDb (الإنجليزية)
- سيسيلي من مكلنبورغ-شفيرين على موقع مونزينجر (الألمانية)